# Mamma Mia (Mentissa)
Mamma Mia è un singolo della cantante belga Mentissa, pubblicato il 15 giugno 2023.

## Video musicale
Il video musicale è stato reso disponibile il 15 giugno 2023.

## Tracce
Testi e musiche di Mentissa.
1. Mamma Mia – 2:57

## Formazione
- Mentissa – voce
- Vianney – produzione

## Classifiche
| Classifica (2022) | Posizione massima |
| ----------------- | ----------------- |
| Belgio (Fiandre)  | 40                |
| Belgio (Vallonia) | 6                 |
| Francia           | 102               |